# Nicolas Costa
Nicolas Costa (ur. 14 listopada 1991 roku w Rio de Janeiro) – brazylijski kierowca wyścigowy.

## Kariera
Po zakończeniu startów w kartingu, Nicolas zadebiutował w serii wyścigów samochodów jednomiejscowych – lokalnej Formule São Paulo. Costa wystartował w jednym wyścigu, a dzięki zebranym punktom został sklasyfikowany na 16. miejscu. Brazylijczyk zaliczył również jeden start w Europie, a konkretnie w Brytyjskiej Formule Ford. Wyścigu jednak nie ukończył.
W 2010 roku zaliczył pełny sezon w Brazylijskiej Formule Futuro. Nicolas sięgnął w niej po tytuł mistrzowski, zwyciężając w 2 z 12 wyścigów. Debiut odnotował także w serii rodem z Ameryki Północnej – Mistrzostwach Skip Barber. Wystąpiwszy w czterech wyścigach, raz stanął na podium, a w końcowej klasyfikacji uplasował się na 13. pozycji.
W sezonie 2011 podpisał kontrakt z ekipą Cram Competicion, na udział w Formule Abarth, w której istnieją dwa cykle – europejska oraz włoska. W pierwszej z nich najniższy stopień podium uzyskał na torze Monza, natomiast w drugiej trzykrotnie dojechał w pierwszej trójce, w tym raz na drugiej lokacie, w inauguracyjnej rundzie na Vallelunga. Ostatecznie zmagania zakończył odpowiednio na 9. i 6. miejscu.
Drugi rok startów w tej serii Brazylijczyk zaliczył z zespołem EuroNova Racing. Współpraca zaowocowała tytułem mistrzowskim w obu edycjach. W europejskiej Nicolas piętnastokrotnie stawał na podium, z czego sześć razy na najwyższym jego stopniu (trzykrotnie sięgał po pole position). We włoskiej natomiast dwunastokrotnie wizytował w pierwszej trójce, a w czterech na pierwszej lokacie (na torze Vallelunga dwukrotnie uzyskał tzw. hatrick). Aż dziewięciokrotnie przy tym odnotował najszybsze okrążenie w wyścigu.
Należy do Akademii Młodych Kierowców Ferrari.